# Biblia gdańska
Biblia gdańska – przekład Pisma Świętego na język polski z roku 1632 dokonany wspólnie przez braci czeskich i kalwinistów. Jedno z najpopularniejszych polskich tłumaczeń protestanckich.

## Geneza

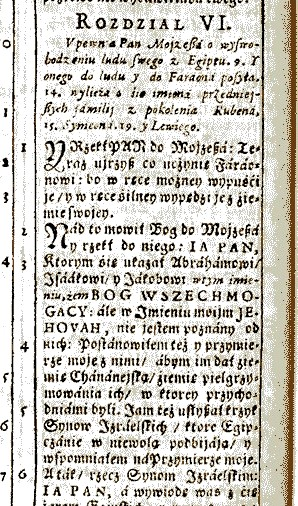
Fragment Biblii gdańskiej z 1632 (2 Mojżeszowa, rozdz. 6)

Starania zborów protestanckich o nowe po Biblii brzeskiej wydanie Pisma Świętego w języku polskim trwały ponad ćwierć wieku. W 1600 roku, na synodzie w Ożarowie powierzono to dzieło Marcinowi Janickiemu, pastorowi zboru reformowanego w Secyminie (według współczesnej pisowni Secemin). Na synodzie w Baranowie w 1604 roku polecono Danielowi Mikołajewskiemu, seniorowi zborów kujawskich i Janowi Turnowskiemu, seniorowi Jednoty czeskiej w Wielkopolsce, aby tłumaczenie Janickiego porównali z Biblią brzeską z 1563, Biblią kralicką (1579–1594), przekładami francuskimi i łacińskimi.
Mimo starań Biblia Janickiego nigdy nie została wydana. Nie wiadomo także, co się stało z jego rękopisem. Mikołajewski zajął się rewizją Biblii brzeskiej z polecenia różnych synodów. Owoc tego współdziałania kalwinistów i braci czeskich, stanowi drugie (po Biblii brzeskiej) tłumaczenie Biblii Kościołów ewangelickich.

## Źródła przekładu
Wśród źródeł Biblii gdańskiej znalazły się:
1. Septuaginta, edycje: bazylejska (1545), sykstyńska (1586), antwerpska (1569–1572);
2. Targum aramejski (Pięcioksiąg i Księgi Prorockie) – z Poligloty antwerpskiej;
3. Wulgata klementyńska (1593);
4. inne przekłady polskie: Biblia Leopolity (1561), brzeska (1563), nieświeska (1572), Wujka (1599);
5. czeska Biblia kralicka (1596)[a];
6. francuskie: katolickie tłumaczenie Lefèvre’a d’Étaples’a z 1530 (rewizja 1579) oraz protestanckie wydanie Olivétana z 1535;
7. niemiecka Biblia Lutra (edycja 1574);
8. łaciński tekst Biblii Pagninusa z 1527;
9. łaciński przekład Franciscusa Juniusa i Immanuela Tremelliusa z 1579.

## Wydania
Najpierw w roku 1606 wydano „Nowy Testament Pana naszego Jezusa Chrystusa z greckiego na polski język z pilnością przełożony: A teraz znowu przejrzany y z dozwoleniem Starszych wydany. W Gdańsku drukowano u wdowy Guilhelma Guilmothana Roku Pańskiego 1606”. Druk przekładu rozpoczęto w roku 1630. Pełny przekład ukazał się 18 listopada 1632 roku w drukarni Hünefelda w Gdańsku (stąd przyjęta później nazwa). Na ogół staranna korekta nie wychwyciła błędu drukarskiego w Ewangelii Mateusza 4,1 i przepuszczono tekst: „Tedy Jezus zawiedziony jest na puszczą od Ducha, aby był kuszony do Dyabła” – zamiast „od Dyabła”. Pomyłka drukarska stała się przyczyną długotrwałego i kosztownego procesu. Z tego też powodu już w roku 1633 wydano Nowy Testament w małym formacie bez tego błędu.
W roku 1633 Stolica Apostolska wprowadziła Biblię gdańską na Indeks ksiąg zakazanych. Rok później prymas Jan Wężyk surowo zakazał katolikom by „pod klątwą Stolicy Apostolskiej tej Biblji nie ważyli się czytać, chować, przedawać lub komukolwiek darować, lecz gdyby którykolwiek ją dostał, ma natychmiast oddać ją proboszczowi, a proboszcz swojemu biskupowi”. Zaś księgarzom i drukarzom nakazał „aby nie ważyli owej biblji przedawać, lub jakimkolwiek sposobem nowo drukować”.
Początkowo przekład nie cieszył się dużą popularnością gdyż znacząco odbiegał od będącego w powszechnym użyciu tekstu Biblii brzeskiej z 1563. Z czasem jednak Biblia gdańska została zaakceptowana przez polskich luteranów. Mimo edycji amsterdamskiej, wydanej w roku 1660 z inicjatywy Jana Ámosa Komenskiego u Christofella Cunradusa, już pod koniec XVII wieku była unikatem. Poprawna językowo pozostawała przez ponad trzysta lat przekładem biblijnym polskich protestantów.

## Znaczenie
Biblia gdańska, w całej swojej historii, miała dla polskich protestantów takie znaczenie jak dla katolików Biblia Jakuba Wujka. Z tego też powodu do XIX wieku wydano ją 6 razy (ST+NT):
- 1632, Gdańsk
- 1660, Amsterdam
- 1726, Halle
- 1738, Królewiec
- 1768, Brzeg
- 1779, Królewiec

W wieku XIX oraz XX (do końca II Wojny Światowej) Biblie wznawiano już wielokrotnie (przynajmniej 75 razy): w Berlinie (1810, 1857, 1858, 1861, 1863, 1864, 1865, 1871, 1873, 1881, 1889, 1895, 1897, 1900, 1910, 1913); w Filadelfii (1942, 1943); w Genewie (1944); w Halle (1854, 1860, 1871, 1888, 1894, 1897, 1899, 1907, 1913); w Królewcu (1823); w Lipsku (1840, 1846, 1889, 1914, 1918, 1920); w Londynie (1920, 1928, 1930, 1931, 1935, 1938, 1941, 1945); w Nowym Jorku (1916, 1918, 1919); w Poznaniu (1838); w Warszawie (1920, 1921, 1922, 1923, 1924, 1924, 1927, 1928, 1930, 1931, 1933, 1934, 1937); w Warszawie-Wiedniu (1869, 1875, 1879, 1887, 1889, 1890, 1891); w Wiedniu (1867, 1893, 1896, 1897, 1898, 1898, 1899); we Wrocławiu (1836, 1855). Część z wydań zawierała jedynie księgi ST zgodne z kanonem hebrajskim, część natomiast miała dołączone apokryfy.
Nowy Testament Biblii gdańskiej wydany został później w roku 1686 w Amsterdamie pod zmienionym tytułem: Nowy Testament to jest wszystkie pisma Nowego Przymierza z greckiego języka na polski znowu wiernie przełożone przez niektóre sługi Słowa Bożego. Kolejne jego wydania: 1708 i 1796 w Brzegu (z dodatkiem modlitw, pieśni i nauk katechizmowych), 1727, 1728 (to wydanie zawierało summariusze Sebestiana Schmida i glossy Marcina Lutra) i 1832 w Lipsku, 1834, 1852, 1920 (Cztery Ewangelie i Dzieje Apostolskie), 1929 (wydanie wraz z Księgą Psalmów) i 1937 w Warszawie, 1867 w Berlinie (wydanie wraz z Księgą Psalmów), 1873 w Londynie (Ewangelie i Dzieje Apostolskie), 1881, 1882, 1883 (wydanie wraz z Księgą Psalmów) i 1918 (wydanie wraz z Księgą Psalmów) w Wiedniu. Łącznie edycji NT w XIX wieku oraz XX (do końca II Wojny Światowej) było (podobnie jak wydań całościowych) około 75.
Biblia gdańska pozostawała głównym przekładem używanym przez polskich ewangelików i ewangelicznych chrześcijan do roku 1975, to jest do wydania Biblii warszawskiej.
Jak wspomniano, szczególnie pierwsze wydania Biblii gdańskiej zawierały także księgi uznawane przez protestantów za apokryfy (część z nich w terminologii katolickiej jest określana jako księgi deuterokanoniczne, część – 3 Księga Machabejska, 3 i 4 Księga Ezdrasza oraz Modlitwa Manassesa – jest również uznawana za apokryfy), które umieszczano pomiędzy Starym i Nowym Testamentem. Współczesne wydania nie kontynuują tej tradycji.

## Konkordancja
W latach 1938–1939 zespół redakcyjny utworzony przez Wolnych Badaczy Pisma Świętego opracował pierwszą polską konkordancję biblijną opracowaną do tekstu Biblii gdańskiej. W skład zespołu pracującego w Swarzędzu weszli: Teodor Bielawski, Jan Gładysek, Stefan Kloc, Feliks Lewiński, Edward Czapla, Józef Lewandowski, Władysław Szatyński i Antoni Chodakiewicz. Poszczególne części powstającej Konkordancji drukowano na bieżąco w drukarni „Kompas” w Łodzi należącej do baptystów. Redakcję całości konkordancji zakończono w kwietniu, a prace drukarskie bez oprawiania całości ukończono w czerwcu 1939. Do wybuchu II wojny światowej zespół redakcyjny oprawił kilkadziesiąt egzemplarzy tej konkordancji, której wydawcą było Wydawnictwo WBPŚw „Straż” z Białegostoku. Po wojnie ZWBPŚw wspólnie z Kościołem Chrześcijan Baptystów oprawiło ocalałe w magazynach drukarni „Kompas” egzemplarze i rozdzieliło je pomiędzy oba związki wyznaniowe. Zrzeszenie Wolnych Badaczy Pisma Świętego wydało konkordancję ponownie w swoim wydawnictwie „Na Straży” w latach 1965 i 1982 w Krakowie. Czwarte wydanie, będące kopią wydania z roku 1939 wydało Wydawnictwo „Znaki Czasu” w Warszawie w roku 1982 i w Gliwicach w 1991, oraz ZKE w 1982.
W roku 1996 wydawnictwo ZWBPŚw „Na Straży” wydało polska wersję konkordancji Stronga dla Nowego Testamentu (wydanie II – 2007, wydanie III – 2014) opartą na tekście Biblii gdańskiej, zgodnie z edycją z roku 1959. Stary Testament w tej konkordancji wydano w dwóch tomach w roku 2004 (wydanie II – 2017). Konkordancja ta została uszeregowana według słów greckich i hebrajskich, a została opublikowana jako „Biblia w systemie Stronga”.

## Treść wydania oryginalnego
Jakkolwiek obecne wydania Biblii gdańskiej ograniczają się do protestanckich kanonicznych ksiąg biblijnych, wydanie oryginalne zawierało również przekład apokryfów (część z nich uznawanych w katolicyzmie za tzw. księgi deuterokanoniczne), a także pieśni, objaśnienia, wykładnię wiary chrześcijańskiej etc. Poniższa lista zgodna jest z kolejnością stron w wydaniu oryginalnym:
- Przedmowy
  - Najjaśniejszemu Panu a Panu Władysławowi Zygmuntowi, z łaski Bożej obranemu Królowi Polskiemu...
  - Oświeconemu Książęciu a Panu Jego Książęcey Mości, Panu Chrysztofowi Radziwiłłowi...
- Spis Treści
- Objaśnienia – objaśnienie liter y znaków niektorych, na brzegach w tey Księdze używanych
- Stary Testament
  - Pierwsza Część Bibliey
    - Pierwsze Księgi Mojżeszowe, które zowią po Grecku Genesis, a po Polsku Księgi Rodzaju
    - Wtóre Księgi Mojżeszowe, które zowią po Grecku Exodus, a po Polsku Wyjście
    - Trzecie Księgi Mojżeszowe, które zowią Leviticus
    - Czwarte Księgi Mojżeszowe, które zowią Numeri
    - Piąte Księgi Mojżeszowe, które zowią Deuteronomium, to jest, Powtórzenie Zakonu

  - Wtóra Część Bibliey
    - Księgi Jozuego
    - Księgi Sędziów, które zowią Judicum
    - Księgi Ruthy
    - Pierwsze Księgi Samuelowe, które też zowią Pierwsze Królewskie
    - Wtóre Księgi Samuelowe, które też zowią Wtóre Królewskie
    - Pierwsze Księgi Królewskie, które też zowią Trzecie Królewskie
    - Wtóre Księgi Królewskie, które też zowią Czwarte Królewskie
    - Pierwsze Księgi Kroniki, które Grekowie Paralipomena zowią
    - Wtóre Księgi Kroniki, albo Paralipomenon
    - Księgi Ezdraszowe, które pospolicie zowią Pierwsze Ezdraszowe
    - Księgi Nehemiaszowe, które też zowią Wtóre Ezdraszowe
    - Księgi Estery

  - Trzecia Część Bibliey
    - Księgi Jobowe
    - Księgi Psalmów, które po Żydowsku zowią Sepher Tehillim: to jest, Księga chwał
    - Księgi Przypowieści Salomonowych
    - Ekklesiastes, to jest Kaznodzieja Salomonow
    - Pieśń nad Pieśniami Salomonowa

  - Czwarta Część Bibliey
    - Proroctwo Izajaszowe
    - Proroctwo Jeremiaszowe
    - Treny, to jest, Narzekania Jeremiaszowe
    - Proroctwo Ezechielowe
    - Proroctwo Danielowe
    - Proroctwo Ozeaszowe
    - Proroctwo Joelowe
    - Proroctwo Amosowe
    - Proroctwo Abdyaszowe
    - Proroctwo Jonaszowe
    - Proroctwo Micheaszowe
    - Proroctwo Nahumowe
    - Proroctwo Abakukowe
    - Proroctwo Sofoniaszowe
    - Proroctwo Aggeuszowe
    - Proroctwo Zacharyaszowe
    - Proroctwo Malachiaszowe
- Apokryfy – Przydatek do Starego Testamentu, w którym się zamykają Księgi, które pospolicie zowią Apokryfa
  - Księgi Tobiaszowe
  - Modlitwa Manassesa Króla Judskiego
  - Księgi Judyty
  - Księgi Barucha
  - List Jeremiaszow
  - Przydatki do Proroctwa Danielowego
  - Trzecie Księgi Ezdraszowe
  - Czwarte Księgi Ezdraszowe
  - Przydatki do Ksiąg Estery
  - Pierwsze Księgi Machabejskie
  - Wtóre Księgi Machabejskie
  - Trzecie Księgi Machabejskie, które zowią Księgi Symeona Kapłana Najwyższego
  - Mądrość Salomonowa
  - Księgi Jezusa Syna Syrachowego, które też nazywają Ekklesiastikus
- Nowy Testament – Nowy Testament Pana naszego Jezusa Chrystusa
  - Summa czterech Ewangelistów
    - Ewangelia według Ś. Mateusza
    - Ewangelia według Świętego Marka
    - Ewangelia według Świętego Łukasza
    - Ewangelia według Świętego Jana

  - Dalsza część
    - Dzieje Świętych Apostołów
    - List Świętego Pawła Apostoła, do Rzymianów
    - List pierwszy Świętego Pawła Apostoła do Koryntów
    - List Świętego Pawła Apostoła do Koryntów, wtóry
    - List Świętego Pawła Apostoła do Galatów
    - List Świętego Pawła Apostoła do Efezów
    - List Świętego Pawła Apostoła do Filippensów
    - List Ś. Pawła Apostoła do Kolossensów
    - List Ś. Pawła Apostoła do Tessalonicensów pierwszy
    - List Świętego Pawła Apostoła do Tessalonicensów wtóry
    - List Ś. Pawła Apostoła do Tymoteusza pierwszy
    - List Ś. Pawła Apostoła do Tymoteusza wtóry
    - List Świętego Pawła Apostoła do Tytusa
    - List Świętego Pawła Apostoła do Filemona
    - List Świętego Pawła Apostoła do Żydów
    - List powszechny Świętego Jakuba Apostoła
    - List pierwszy powszechny Świętego Piotra Apostoła
    - List wtóry powszechny Świętego Piotra Apostoła
    - List pierwszy powszechny Ś. Jana Apostoła
    - List wtóry Świętego Jana Apostoła
    - List trzeci Świętego Jana Apostoła
    - List powszechny Ś. Judasa Apostoła
    - Objawienie Ś. Jana Theologa
- Rejestr Ewangeley y Lekcey, które się czytają w Niedzielę y Uroczyste Święta
- Pasya albo Historya o Męce, Śmierci y Pogrzebie Pana naszego Jezusa Chrystusa ze wszystkich czterech Ewangelistów porządnie zebrana
- Psalmy Dawidowe Przekładania X. Macieja Rybińskiego
- Hymny albo Pieśni Duchowne zwyczajne, a niektóre z Niemieckich przetłumaczone
  - Pieśni na Adwent
  - Na Boże Narodzenie
  - Na Nowe Lato
  - Na Trzy Króle
  - O Męce Pańskey
  - Na Wielka Noc
  - Na Boże Wstąpienie
  - O Trójcy Świętey
  - O Słowie Bożym
  - O Kościele Bożym
  - O Pokucie
  - O Chrzcie Świętym
  - O Wieczerzy Pańskiey
  - O Zwirzchności
  - O Modlitwie Pańskiey
  - O Wierze Chrześcijańskey
  - O Bożym Przykazaniu
  - W Czasy niebezpieczne
  - W Niepogodę
  - W Susza
  - Podczas wojny
  - Podczas głodu
  - W Mór
  - O Śmiertelności
  - Przy Pogrzebie
  - O Sadnym Dniu
  - Poranne
  - Przed Obiadem
  - Po Obiedzie
  - Wieczorne
  - Pospolite
    - Psalmy niektóre zwyczajniejsze

  - Litania
  - Rejestr Pieśni
- Summa Nauki Chrześcijańskey
  - Boże Przykazanie
  - Wiara Powszechna Chrześćjańska
  - Modlitwa Pańska
  - Chrzest Święty
  - Ustawa Wieczerzy Pańskey
  - Klucze Królestwa Niebieskiego
  - Symbola, albo Wyznanie Wiary Powszechney Chrześcijańskey
    - Symbolum Niceńskie
    - Symbolum Konstantinopolitańskie
    - Symbolum Efeskie
- Upomnienia ludziom wszelkiego stanu służące

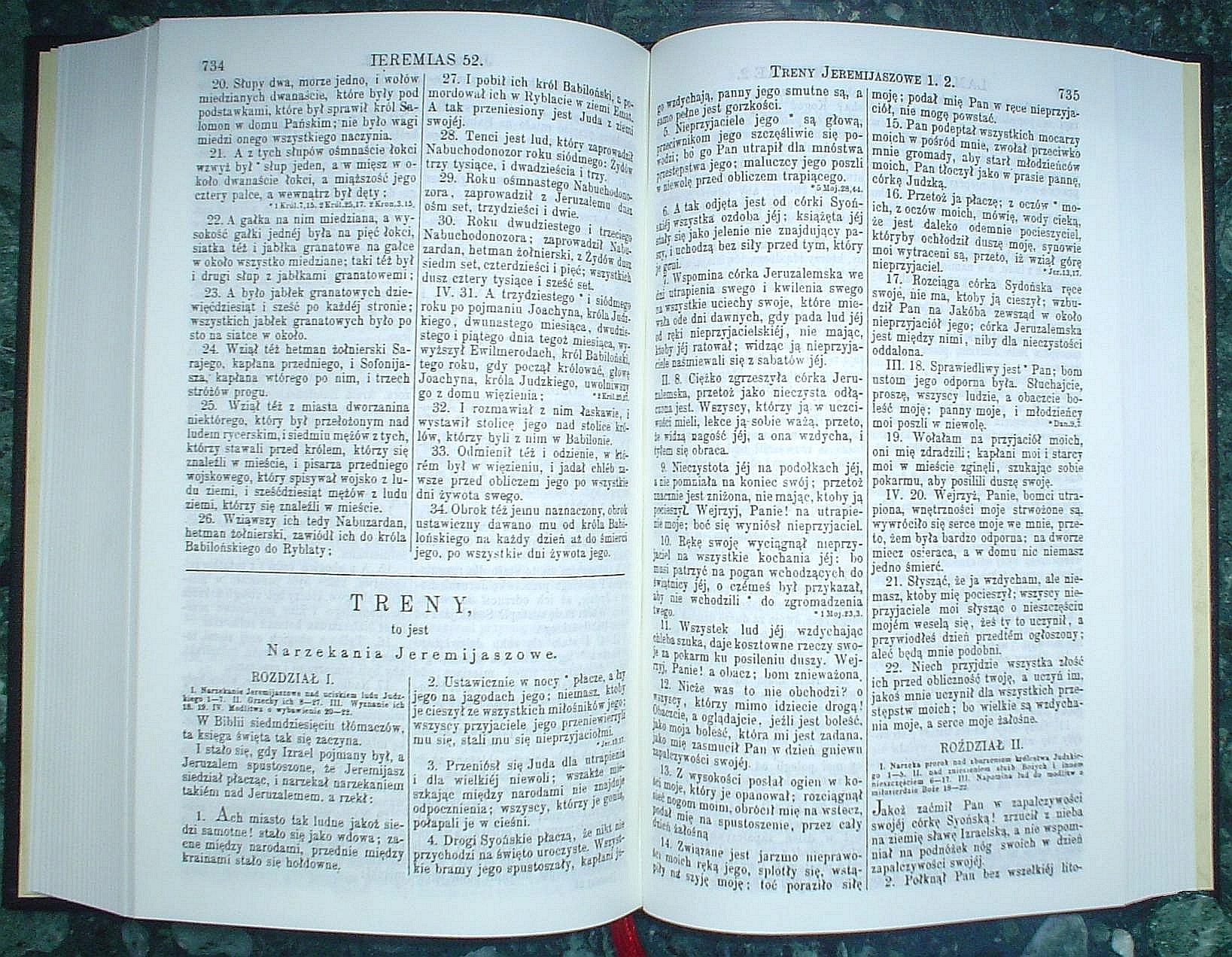
Jedna ze stron współczesnego wydania Biblii gdańskiej

  - Kaznodziejom
  - Panom
  - Poddanym
  - Gospodarzom
  - Sługom
  - Mężom
  - Żonam
  - Rodzicom
  - Dziatkom
  - Młodzieńcom
  - Pannam
  - Wdowam
  - Starym
  - Kupcom i Rzemieśnikom

## Współczesność
Obecnie Biblię gdańską wydaje Towarzystwo Biblijne w Polsce. Przekład ten, mimo częściowego wyparcia go współczesnymi tłumaczeniami (głównie Biblią warszawską), cieszy się nadal w niektórych kręgach protestanckich (szczególnie konserwatywnych) opinią „najwierniejszego” i najbardziej dosłownego wśród polskich Biblii.
Wydawnictwo „Na Straży” wydało Biblię gdańską w systemie Stronga (Nowy Testament – 1996; Stary Testament – 2004), gdzie każdemu słowu (zgodnie z wydaniem Brytyjskiego i Zagranicznego Towarzystwa Biblijnego z 1959 r.) został przypisany numer (odsyłacz) do konkordancji wyrazów hebrajskich i aramejskich Stronga oraz do konkordancji wyrazów greckich Stronga (wydanych również przez wydawnictwo „Na Straży”).

## Rewizje
Biblia gdańska przeszła następujące rewizje:
- Królewiecką z 1738 roku (nazwa od miejsca wydania),
- Warszawską z 1881 roku (nazwa od miejsca wydania) – rewizja Nowego Testamentu,
- Uwspółcześniona Biblia gdańska z 2017 roku – dostosowująca gramatykę i słownictwo do współczesnego odbiorcy.
- Dzisiejsza Biblia gdańska z 2019 roku – przystosowana do wymogów współczesnego języka polskiego.

W tradycji Biblii gdańskiej powstał także w 2012 roku przekład zatytułowany Nowa Biblia gdańska, przygotowane przez Śląskie Towarzystwo Biblijne. W odróżnieniu od rewizji jest to jednak nowe tłumaczenie oparte na Textus Receptus, Tanach Izaaka Cylkowa i Septuagincie.

### Treść Biblii gdańskiej
- BibliaGdanska.pl – skany starodruków
- Biblia gdańska z 1660 roku wydana w Amsterdamie w Google Books (online oraz PDF)
- Starodruk Nowego Testamentu Biblii gdańskiej z 1606 roku z Wielkopolskiej Biblioteki Cyfrowej
- Biblia Gdańska – z możliwością wyszukiwania i porównywania wersetów z innymi tłumaczeniami.
- Wydanie NT z 1834 w Google Books (online oraz PDF)
- Wydanie z 1846 w Google Books (online oraz PDF)
- Uwspółcześniona Biblia Gdańska, Nowy Testament (PDF)
- Biblia gdańska i Uwspółcześniona Biblia gdańska (Nowy Testament) w postaci modułów do programu e-Sword. e-sword.net. [zarchiwizowane z tego adresu (2010-11-22)].

### Artykuły
- Zasady uwspółcześniania języka Biblii gdańskiej i cele projektu
- Ks. prof. dr Jan Szeruda, Geneza i charakter Biblii gdańskiej – na stronach Luteranie.pl